# Ischnura sobrina
Ischnura sobrina är en trollsländeart som beskrevs av Schmidt 1942. Ischnura sobrina ingår i släktet Ischnura och familjen dammflicksländor. Inga underarter finns listade i Catalogue of Life.